# Hamataliwa cordata
Hamataliwa cordata is een spinnensoort in de taxonomische indeling van de lynxspinnen (Oxyopidae).
Het dier behoort tot het geslacht Hamataliwa. De wetenschappelijke naam van de soort werd voor het eerst geldig gepubliceerd in 2005 door Zhang, Zhu & Da-xiang Song.